# بير نيلسين
بير نيلسين (بالدنماركية: Per Nielsen)‏ (15 أكتوبر 1973 بآرهوس في الدنمارك - ) هو لاعب كرة قدم دانمركي في مركز الدفاع. شارك مع منتخب الدنمارك تحت 19 سنة لكرة القدم ومنتخب الدنمارك تحت 21 سنة لكرة القدم ومنتخب الدنمارك لكرة القدم. أما مع النوادي، فقد لعب مع نادي بروندبي.

## مسيرته الكروية
لعب بير نيلسين خلال مسيرته الاحترافية مع نادِ واحدٍ في أربعة عشر موسمًا وسجل خلالها 23 هدفًا ضمن 394 مباراة. حيث فاز في أربعة مواسم بالكأس وفي خمسة مواسم بالدوري.
خاض بير نيلسين مسيرته مع نادي بروندبي في موسم 1994–95 ليلعب معه أربعة عشر موسمًا، مشاركًا في 394 مباراة سجل خلالها 23 هدفًا.

## وصلات خارجية
- بير نيلسين على موقع الاتحاد الدولي (مؤرشف)  (الإنجليزية)
- بير نيلسين على موقع قاعدة بيانات كرة القدم.إي يو (الإنجليزية)
- بير نيلسين على موقع ناشيونال فوتبول تيمز (الإنجليزية)
- بير نيلسين على موقع Soccerway.com (الإنجليزية)